# Pedro Ruiz I de Villegas
Pedro Ruiz I de Villegas o Pedro Ruiz de Villegas el Menor o con grafía antigua como Petrus Roderici de Villaegas iuniore (Burgos, Corona de Castilla, ca. 1203 – ib., ca. 1285) era un noble castellano que por mayorazgo de herencia de su abuelo paterno fue II señor de la Casa de Villegas hacia 1242, además de ser II señor de Villegas, de Villamorón y de Villasevil, del palacio de Sasamón y demás feudos, posteriormente fue I señor de Pedrosa del Páramo y de Manquillos, lo nombraron caballero comendador de la Orden de Santiago que actuó en las reconquistas de Baeza, de Córdoba y de Sevilla, fue nombrado en la dignidad de repostero mayor del rey Alfonso X el Sabio, y al rebelarse su hijo el infante Sancho, lo nombró en 1282 como testamentario y en 1284 como albacea real.

## Biografía hasta ser testigo de transacciones

### Origen familiar y primeros años
Pedro Ruiz I de Villegas había nacido hacia 1203 en la ciudad de Burgos que formaba parte de la Corona de Castilla. Era el hijo mayor del hidalgo Pedro Ruiz de Villegas "el Primogénito" (ca. 1177-ca. 1241) que aparece documentado como testigo de varias transacciones desde 1210.
Tenía varios hermanos, siendo confirmados solo dos de ellos, uno llamado Diego Rodríguez de Villegas o Didacus Roderici de Villaegas y el otro de nombre Ruy Pérez de Villegas "el Testigo", que está solo documentado como tal en 1231. También muy probablemente hayan sido sus hermanos Fernando Pérez de Villegas o bien Ferrand Petri de Villaegas (ca.1218-ca.1284), que ya había fallecido antes del 7 de febrero de 1285 cuando su viuda e hijos donaron todo el heredamiento de Exigoso y de Finoioso, y su hermano Garci Pérez de Villegas o bien Garçi Petri de Villaegas (ca.1220-ca.1284), también perecido hacia dicha fecha del anterior, y que sus hijas donaron los mismos heredamientos junto a sus primos y tía.
Su primo homónimo Pedro Ruiz de Villegas el Sobrino (n. ca. 1205) hizo de testigo con su tío Pedro el Primogénito en 1216 y ya siendo mayor de edad, otra vez lo fue el 5 de octubre de 1242 de Sancha y de su hermana Teresa Fernández de Lara que eran dos hijas de los citados condes Fernando y Mayor, y en donde Pedro el Sobrino declaró ser hijo de Sancho Pérez o Sancho Pedrez o bien Sancho Petri de Villa Egas.
Por ende los tíos paternos confirmados eran Sancho Pérez de Villegas el Segundogénito (n. ca. 1178) y su hermano Garci Rodríguez de Villegas que también figura como testigo en 1216. Muy probablemente los otros tres tíos paternos hayan sido Gutierre Pérez de Villegas o Guterre Petrez de Ville Egas (n. ca. 1179) que compró en mayo de 1195 todas las propiedades en Castrillo a Garcí Pétrez de Peñaflor y su mujer María por 150 maravedíes, además de Martín Pérez de Villegas o Martinus de Villa Egas (n. ca. 1183) que actuó como testigo de venta el 17 de julio de 1199 de una heredad paterna en Villela de Rodrigo Díaz y sus hermanas Urraca, Elvira y Teresa a un tal Martín Pelayo por 180 maravedíes, y también Rodrigo Rodríguez de Villegas o Rodericus Roderici de Villa Egas que se casó con una tal Fronille y tuvieron al menos una hija llamada María Roiz de Villaegas que en abril de 1228 vendió por cien maravedíes una heredad que tenía en Tapia al maestre santiaguista Pedro Gonzálvez.
Su abuelo paterno era Pedro Fernández I de Villegas (ca. 1159-ca. 1242), I señor de la Casa de Villegas, que fue embajador real entre enero y mayo de 1188 en Seligenstadt del Sacro Imperio Romano Germánico en donde se firmaron las capitulaciones matrimoniales de la entonces princesa heredera Berenguela de Castilla con el duque Conrado II de Suabia (f.1196) que incluía una dote de 42 mil maravedíes, y aunque se anulara al año siguiente por dejar de ser la sucesora del reino, el soberano le dio los Halcones a la Casa de Villegas.

### Testigo de su primera transacción

El Reino de Castilla, con su expansión reconquistadora a través de la victoriosa batalla de las Navas de Tolosa de 1212 en detrimento del Imperio almohade, y sus demás vecinos musulmanes y cristianos hacia 1224.

Cuando era tan solo un niño, su padre Pedro Ruiz de Villegas el Primogénito fue testigo de trueque o de una donación en marzo de 1210 de un tal Martín Fernández para la Orden de Calatrava, y posteriormente el abuelo Pedro Fernández I de Villegas actuó en la victoriosa batalla de las Navas de Tolosa contra el Imperio almohade en 1212 y por ello fue nombrado como I señor de Melgar, de Piñan, de Bañares, de Grañón, de Villegas, de Villamorón, de Villasevil y otros feudos en las Asturias de Santillana.
Cuando Pedro el Menor todavía no había alcanzado su mayoría de edad en mayo de 1216 y junto a su hermano Diego —durante el corto reinado del monarca adolescente Enrique I de Castilla que estaba bajo la regencia de su hermana Berenguela— junto a su tío citado Garci Rodríguez de Villegas y su hermano Pedro "el Primogénito", padre de aquellos dos, declararon los cuatro como testigos de una donación al Cabildo de la Catedral de Burgos.
Nuevamente su padre fue vocero del prior a principios de julio de 1216 en el pleito del monasterio de San Juan de Burgos y el conde Fernando Núñez de Lara, y curiosamente a finales del mismo mes lo fue del citado conde.
Su primo homónimo Pedro Ruiz de Villegas "el Sobrino" también menor de edad en 1216 fue con su tío del mismo nombre, el ya citado Pedro "el Primogénito", testigos de venta al Cabildo burgalés.

## Caballero de la Orden de Santiago, señor de la Casa de Villegas y deceso

### Comendador Santiaguista en las tomas de Baeza y Córdoba

Cruz de la Orden de Santiago.

Siendo ya mayor de edad Pedro Ruiz de Villegas el Menor —durante el reinado de la soberana Berenguela de Castilla que estaba casada con su tío segundo el rey Alfonso IX de León— hizo de testigo de venta en 1219 al monasterio de las Huelgas, luego fue nombrado caballero de la Orden de Santiago y comendador de la misma, probablemente de Castroverde.
Mientras reinaba el monarca castellano Fernando III el Santo participó el 30 de noviembre de 1227 en la toma de Baeza, y en enero de 1228, junto al alcalde burgalés Pedro Moro y los hidalgos Gutierre Pérez de Olea, Pedro Yáñez el Herrero, Domingo Davellanosa y un tal Antolín, aparece Villegas como testigo de compra de hacienda y señorío en Castrillo, Barruelo y Las Quintanillas por los freires del Hospital del Rey en Burgos.
Nuevamente el padre Pedro el Primogénito fue comisionado por el mismo rey Fernando III para hacer de testigo del citado conde Fernando Núñez de Lara en 1230, en el pleito entre el Cabildo de Palazuelos y los hidalgos Alfonso Martínez y García Díaz. En el mismo año el monarca de Castilla heredaba de su padre el trono de León, y mediante la Concordia de Benavente, perpetraba la unión dinástica de ambos reinos bajo el nombre de Corona de Castilla.
Su hermano Ruy Pérez de Villegas el Testigo también lo fue en 1231 de la condesa Mayor González Salvadórez —que era esposa del conde Fernando Núñez de Lara— y sus hijos, de unas tierras del monasterio de San Salvador de Palacios de Benaver al ya citado Hospital del Rey.
En el año 1236 participó en la reconquista de la ciudad de Córdoba y en el año 1240 aparece por última vez Pedro el Primogénito como testigo del hijo mayor del antedicho conde llamado Álvaro Fernández de Lara, quien a su vez era sobrino homónimo del magnate castellano Álvaro Núñez de Lara (m. 1218).

### Señor feudal participante de la reconquista de Sevilla

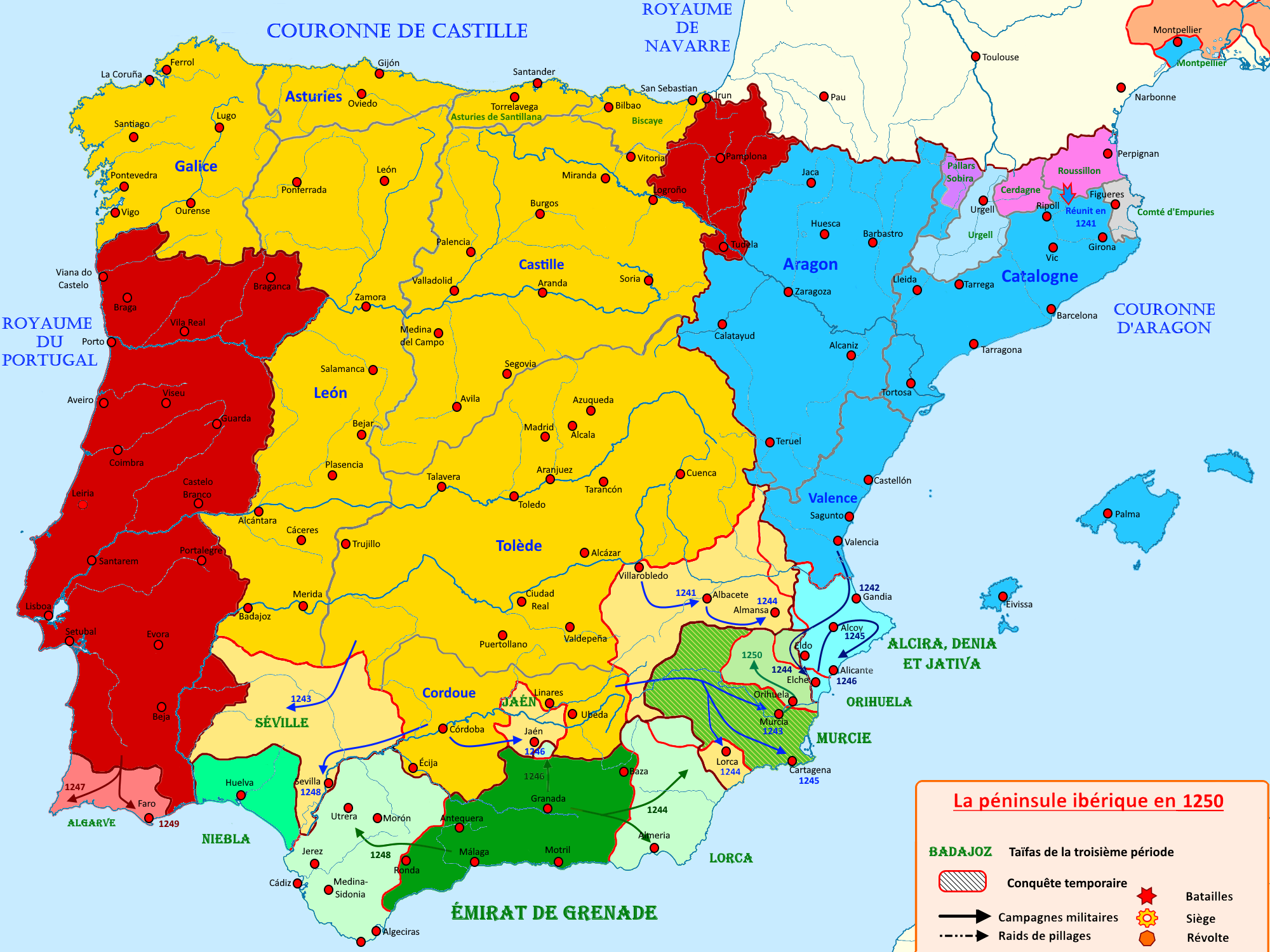
La Corona de Castilla, luego de la reconquista de Córdoba en 1236 y de Sevilla en 1248, y sus demás vecinos hacia el año 1250.

Hacia 1242, luego de fallecer el progenitor Pedro el Primogénito, heredó de su abuelo paterno Pedro Fernández de Villegas y se convirtió de esta manera en el II señor de la Casa de Villegas, además de ser II señor de Villegas, de Villamorón y de Villasevil, señor del palacio de Sasamón y demás feudos. Después pasó a ser el I señor de Pedrosa del Páramo y de Manquillos.
Acompañó al entonces príncipe Alfonso en las campañas a la Taifa de Murcia, en donde se acordó el vasallaje de la misma en 1243 a través del tratado de Alcaraz y la incorporó a modo de protectorado a la Corona de Castilla. La última participación de Pedro Ruiz de Villegas en la expansión castellana peninsular fue en 1248 en la reconquista de Sevilla, y posteriormente fue nombrado en la dignidad de repostero mayor del rey sucesor Alfonso X el Sabio hacia 1253.

### Testamentario y albacea del rey Alfonso X de Castilla
El príncipe heredero del reino era Fernando de Castilla el de la Cerda que se casó en 1269 con la princesa francesa Blanca, hija del rey Luis IX de Francia y de su esposa Margarita de Provenza, y con quien tuvo a dos hijos, al primogénito Alfonso y al homónimo Fernando de la Cerda, pero el príncipe Fernando de Castilla falleció en 1275 con veinte años de edad en la entonces Villa Real, cuando se dirigía a hacer frente a una nueva invasión musulmana.
De acuerdo con el derecho consuetudinario castellano, en caso de muerte del primogénito en la sucesión a la Corona, los derechos debían recaer en el segundogénito por lo que sería el infante Sancho, pero por el derecho romano privado introducido en el código de Las Siete Partidas establecía que la sucesión debía corresponder a los posibles hijos legítimos del primogénito fallecido, que en este caso eran los dos infantes de la Cerda.
El rey Alfonso X se inclinó al principio por el intante Sancho que se había distinguido en la guerra contra los musulmanes en sustitución de su difunto hermano, pero posteriormente presionado por la reina consorte castellana Violante de Aragón —cuyo padre el rey Jaime I el Conquistador, luego de la revuelta mudéjar del protectorado murciano, lo conquistó en 1266 definitivamente para la Corona castellana— y por el rey Felipe III de Francia que era tío de los infantes de la Cerda, se vio obligado a compensar a estos con el Reino de Jaén para el primogénito Alfonso de la Cerda, por lo que el infante Sancho con buena parte de la nobleza del reino se rebelaron, llegando a desposeer del poder al viejo monarca Alfonso X pero no de su título de rey, y solo Sevilla, Murcia y Badajoz le permanecieron fieles.
Por dichos acontecimientos Alfonso X nombró al señor feudal Pedro Ruiz I de Villegas como su testamentario en 1282, en donde quedó documentado que desheredaba al infante Sancho, y con el apoyo de sus antiguos enemigos los benimerines comenzó a recuperar su poder real, por lo que cada vez más ciudades y nobles abandonaron la facción del infante rebelde.
Al morir Alfonso el Sabio en Sevilla el 4 de abril de 1284, por voluntad testamentaria nombró como su albacea al señor de la Casa de Villegas, pero el infante Sancho volvió a alzarse como aspirante al trono sin respetar la voluntad de su padre y fue coronado en Toledo el 30 de abril del mismo año. Fue reconocido por la mayoría de los pueblos y de los nobles, e inclusive en un principio por su hermano el infante Juan de Castilla el de Tarifa, pero al mismo tiempo hubo un grupo bastante numeroso de partidarios de los infantes de la Cerda que reclamaban el acatamiento del testamento de marras.

### Fallecimiento
Finalmente el nuevo rey Sancho IV de Castilla nombró a Pedro Álvarez de las Asturias como mayordomo mayor del reino en 1285 y el albacea real Pedro Ruiz I de Villegas que era un anciano de unos ochenta y dos años de edad, fallecería poco tiempo después, muy probablemente en la ciudad de Burgos.

## Matrimonio y descendencia
El noble Pedro Ruiz I de Villegas se había unido en matrimonio con Mayor Ruiz de Lucio o simplemente Mayor de Lucio (n. ca. 1220), una hermana de Elvira Ruiz de Lucio (n. ca 1217) —quien donó en 1233 sus propiedades en Quintanilla de An al monasterio de Villamayor de Treviño y estaba casada con Moriel que fue merino de 1235 a 1239— y de Rodrigo Ruiz de Lucio, e hijos de Ruy González de Lucio y nietos paternos de Gonzalo Ruiz de Lucio.
Fruto del enlace entre Pedro Ruiz de Villegas y de su mujer Mayor Ruiz de Lucio nacieron al menos cuatro hijos:
- Ruy Pérez I de Villegas[16][18][8][b] (¿Burgos?, ca. 1250-Corona castellana, 1 de octubre de 1327) fue el sucesor III señor de la Casa de Villegas hacia 1285 y demás feudos, además pasó a ser el I señor de Manciles y de Valdegómez y fue miembro fundador de la Hermandad de los Hidalgos de Castilla la Vieja en 1270, caballero de la Orden de Santiago desde 1271, comendador de Castroverde desde 1288 y participó también en las Cortes de Burgos de 1315.

- Pedro Ruiz de Villegas el Segundón[15][2][12][42][a] (ca. 1252-f. después de 1316) que fue el vasallo y mayordomo del conde Nuño González de Lara el Bueno que amotinado con sus confederados en Lerma lo enviaba como mensajero al rey Alfonso X para mediar desde 1270 a 1272,[12][42] además en 1280 fue testigo con dos vasallos propios en el pleito del monasterio de Oña con el consejo de Frías y luego vinculado con Juan Núñez I de Lara en 1292 fue citado en las rentas del rey Sancho IV.[43] Probablemente haya sido el padre de tres varones ilegítimos o que no le sobrevivieron, ya que no lo heredaron en los señoríos: de Alfonso Pérez de Villegas (n. ca. 1273) que llevó desde Aragón a Castilla en 1293 a los hijos del rey de Nápoles que estaban como rehenes,[g] de Diego Pérez de Villegas (n. ca. 1285) que, junto a su primo segundo Pedro Fernández de Lucio y otros, fue testigo de venta en 1305,[h] y también de Gonzalo Pérez de Villegas[47] (n. ca. 1290) cuya hija era Sancha González de Villegas[48][47][49] (n. ca. 1325) que se casaría con Juan Fernández de Hinestrosa, VIII señor de Hinestrosa.[i]

- Juan Ruiz de Villegas[15][2] o Juan Rodríguez de Villegas el Viejo[33][60] (ca. 1258-f. después de 1316) que por herencia paterna fue señor de varios feudos[61] hacia 1285[62] y se casó con su prima segunda Mayor González de Lucio o Mayor de Lucio[62][63] (n. ca. 1274) —probable hermana de Juan González de Lucio, que solo aparece documentado en las Cortes de Burgos de 1315 y sin descendencia,[64] y de Teresa González de Lucio[20] casada con Lope García de Porras el Primogénito quien perdió la vida luchando en la conquista de Tarifa en 1292 y que fueron padres de Ruy Díaz II de Porras, VI señor del Valle de Porras y del linaje,[65] que se enlazaría con María Fernández de Villegas,[20][j] una hija de Fernán Sánchez de Villegas— y con quien tuvo al menos dos hijos[62][k][l] llamados Juan Rodríguez de Villegas el Pan y Agua[50][70][71] y su hermano Gonzalo González de Lucio,[72][73][74][75] con agnación fingida por heredar a su tío materno Juan.[64]

- Sancho Ruiz de Villegas el Menor[15][2] (ca. 1259-f. después de 1316) que aparentemente dejó como descendencia[k] ilegítima,[m] por no heredarlo en las behetrías, al ya nombrado Fernán Sánchez de Villegas[j] (n. ca. 1290) que sería el padre de María Fernández de Villegas o bien María de Villegas (n. ca. 1315) que se casó con Ruy Díaz II de Porras (ca.1290-1340), VI señor del linaje y del Valle de Porras por herencia de su abuelo, que era hermano de Gonzalo Gómez de Porras[20] e hijos de los ya citados Lope García de Porras el Primogénito[65] y de su esposa Teresa González de Lucio[20] —la prima segunda y cuñada del citado Juan Ruiz de Villegas o bien Juan Rodríguez de Villegas el Viejo— además de nietos paternos del V señor Ruy Díaz I de Porras (ca.1222-f. después de 1293) y de su mujer Mayor Fernández de Tovar, y bisnietos del IV señor Lope García I de Porras (n. ca.1192-Sevilla, 1247), que participó con Pedro Fernández I de Villegas en la victoriosa batalla de Navas de Tolosa en 1212 y con Pedro Ruiz I de Villegas el Menor en la conquista de Baeza en 1227 pero con este último murió peleando en la conquista de Sevilla en 1247, y de su mujer Teresa Ruiz de Rojas.[65]